# 암의 증상과 징후

암 증상은 암의 존재로 인한 신체의 변화이다. 질병이 체중 감소 또는 피로와 같은 보다 일반적인 증상을 유발할 수 있지만 일반적으로 암이 성장하는 신체 부위에 대한 암의 영향으로 인해 발생한다. 다양한 방식으로 나타날 수 있는 광범위한 징후와 증상을 가진 100가지 이상의 다양한 유형의 암이 있다.

## 징후 및 증상
암은 신체의 다른 부분으로 침입하거나 퍼질 가능성이 있는 비정상적인 세포 성장과 관련된 질병 그룹이다. 암은 그 징후와 증상이 종종 비특이적이기 때문에 진단하기 어려울 수 있다. 즉, 특정 질병 과정을 직접적으로 가리키지 않는 일반적인 현상일 수 있다.
의학에서 징후는 높은 체온(발열), 발진 또는 멍과 같이 측정하거나 관찰할 수 있는 객관적인 데이터이다. 대조적으로 증상은 통증, 현기증 또는 피로와 같은 질병, 질병 또는 부상을 나타낼 수 있는 주관적인 경험이다. 징후와 증상은 상호 배타적이지 않는다. 예를 들어 주관적인 열감은 높은 수치를 기록하는 온도계를 사용하여 징후로 기록할 수 있다.
암의 많은 증상은 점진적으로 시작되고 본질적으로 일반적이기 때문에 암 검진은 공중 보건의 주된 우선 순위이다. 여기에는 실험실 작업, 신체 검사, 조직 샘플 또는 전문가 커뮤니티가 특정 모집단에 대해 정해진 간격으로 수행하도록 권장하는 진단 영상 검사가 포함될 수 있다. 검진을 통해 증상이 나타나기 전이나 질병 경과 초기에 암을 식별할 수 있다. 특정 암은 암을 유발하는 바이러스에 대한 백신으로 예방할 수 있다(예: 자궁경부암 예방을 위한 HPV 백신).
또한 추가 평가가 필요한 우려되는 증상에 대한 환자 교육은 암으로 인한 이환율과 사망률을 줄이는 데 가장 중요하다. 과도한 걱정을 유발하는 증상, 지속되거나 설명되지 않는 증상 및 여러 증상이 함께 나타나는 경우 특히 의료 전문가의 평가가 필요하다.